# Pío XII
Pío XII är en ort i Mexiko.   Den ligger i kommunen Huimilpan och delstaten Querétaro Arteaga, i den centrala delen av landet, 150 km nordväst om huvudstaden Mexico City. Pío XII ligger 2 395 meter över havet och antalet invånare är 170.
Terrängen runt Pío XII är lite kuperad, och sluttar norrut. Runt Pío XII är det ganska tätbefolkat, med 78 invånare per kvadratkilometer. Närmaste större samhälle är Huimilpan, 5,8 km norr om Pío XII. I omgivningarna runt Pío XII växer huvudsakligen savannskog.